# Adicella castanea
Adicella castanea är en nattsländeart som beskrevs av Douglas E. Kimmins 1963. Adicella castanea ingår i släktet Adicella och familjen långhornssländor. Inga underarter finns listade i Catalogue of Life.